# Hari Pahlawan (Malaysia)

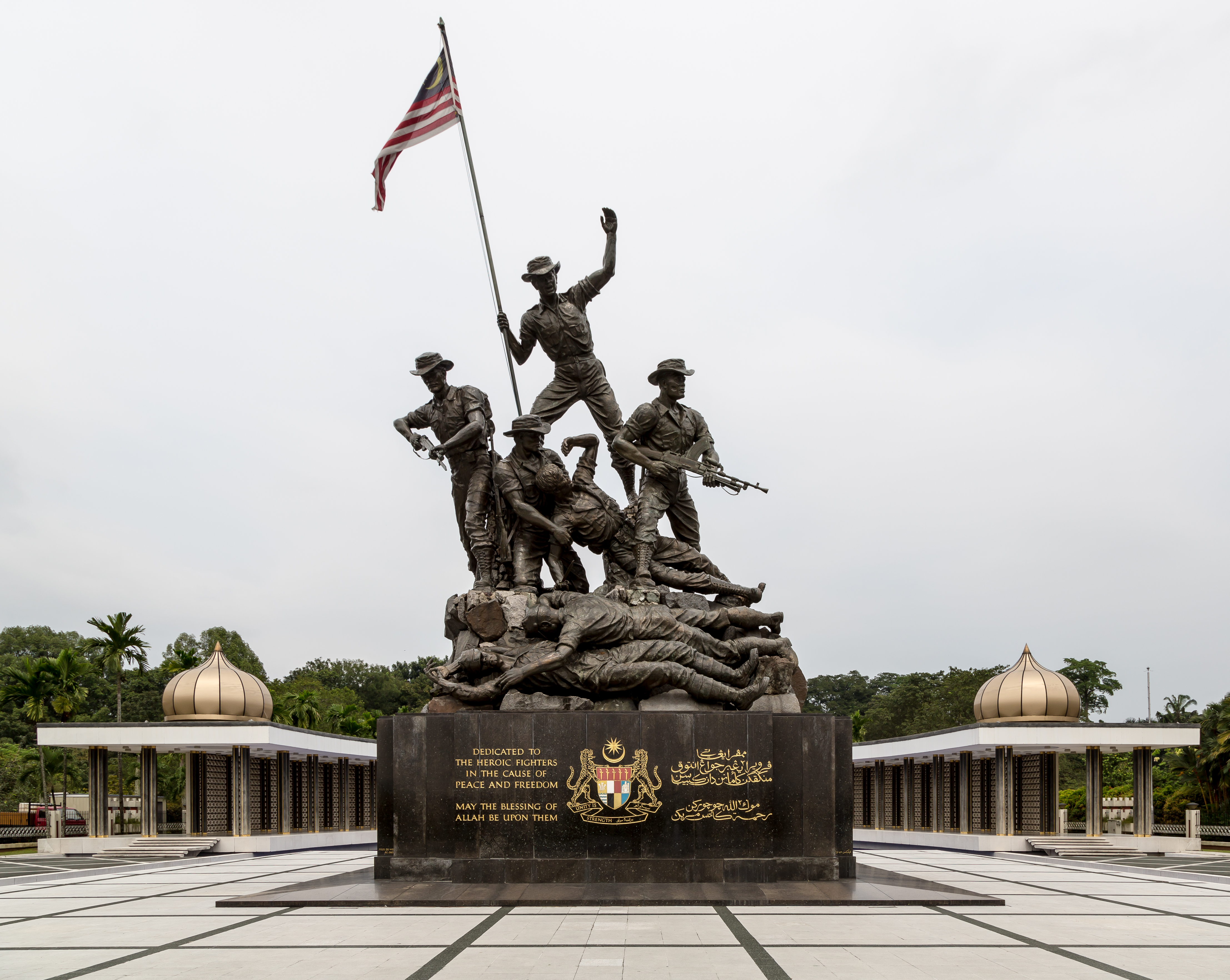
Tugu Negara, das malaysische Nationalmonument

Hari Pahlawan (englisch Warriors’ Day, chinesisch 国家纪念日 deutsch Heldentag) ist ein Gedenktag in Malaysia, der jährlich am 31. Juli begangen wird.
Am „Heldentag“ wird in Malaysia der Soldaten gedacht, die während des Zweiten Weltkriegs gefallen sind. Gleichzeitig erinnert die Wahl des Datums an das Ende des zwölf Jahre währenden Ausnahmezustandes im Jahr 1960. Im erweiterten Sinne ist der staatliche Feiertag dem Gedenken all derer gewidmet, die im Lauf der Geschichte Malaysias ihr Leben für ihr Land gaben.
Die größte Einzelfeier wird in Anwesenheit des Yang di-Pertuan Agong und des Premierministers sowie von hohen Repräsentanten der Polizeikräfte und des Militärs am Tugu Negara, dem Nationalmonument in Lake Gardens abgehalten.
Die Feierlichkeiten in den einzelnen Bundesstaaten werden meist an speziell dafür vorgesehenen Denkmälern abgehalten, in Sabah wurde zum Beispiel 2003 das Tugu Pahlawan Kota Kinabalu errichtet.